# Sébastien Faure
Pour les articles homonymes, voir Faure et Sébastien Faure (homonymie).
Sébastien Faure, né le 6 janvier 1858 à Saint-Étienne et mort le 14 juillet 1942 à Royan, est un militant anarchiste français de renommée internationale. Il ne fut pas à proprement parler un théoricien, mais surtout par l’écrit et par la parole, un vulgarisateur.
Conférencier itinérant au large auditoire, il était reconnu comme un propagandiste anarchiste de premier plan. Pour cette raison, il fut inculpé en 1894 dans le cadre du procès des Trente. Acquitté, il cofonda en 1895 l'hebdomadaire Le Libertaire, qui devait devenir un des principaux organes du mouvement.
En 1898-1899, il entraîna le mouvement libertaire dans le combat dreyfusard et dirigea le Journal du peuple, quotidien de l'extrême gauche dreyfusarde.
De 1905 à 1917, il dirigea une école libertaire près de Rambouillet, La Ruche.
Pendant la Première Guerre mondiale, il fut une des principales figures du pacifisme, avec son journal Ce qu'il faut dire. Dans l'Entre-deux-guerres, il fut l'initiateur de l'Encyclopédie anarchiste et le concepteur du « synthésisme ». Il était par ailleurs franc-maçon.
Dans les années 1910-1920, Sébastien Faure fut également accusé d'être un « satyre » (c'est-à-dire un pédocriminel, selon la terminologie usitée cent ans plus tard). Cela a été confirmé par l'ouverture, en 2018, des archives judiciaires sur les faits incriminés.

## Biographie

### Jeunesse
Sébastien Auguste Louis Faure est né le 6 janvier 1858 à Saint-Étienne, il est le fils d'Auguste Faure, négociant, et de Catherine Seigneur.
Issu d'une famille conservatrice, Sébastien Faure fit ses études chez les jésuites et se destinait à la prêtrise quand son père mourut, en 1875. Tenant une promesse qu'il lui avait faite, le jeune Sébastien abandonna le séminaire, reprit le négoce familial et, en 1881, se maria.
Vers 1885 le couple s'installa à Bordeaux mais la vie de Sébastien Faure bifurqua alors vers le socialisme. Il adhéra au Parti ouvrier français, dirigé par Jules Guesde, dans lequel il milita pendant trois ans.

### Conférencier anarchiste réputé

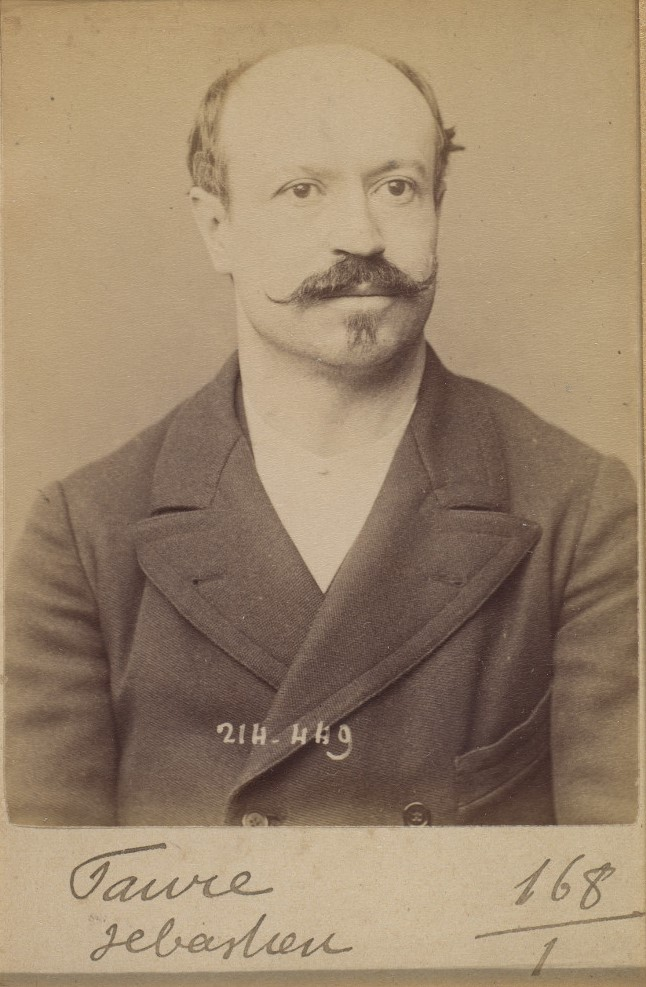
Fiche de police par Alphonse Bertillon

Divorcé en 1888, Sébastien Faure s'installa à Paris et se détacha du guesdisme pour rejoindre le mouvement anarchiste. Il devint un ardent propagandiste de l’idéal libertaire, parcourant la France en tous sens pour donner des conférences révolutionnaires, ciblant principalement l’État, le Capital et la religion. Le succès grandissant, les entrées payantes lui permirent de vivre de ses conférences.
En 1894, il devint le tuteur de Sidonie Vaillant après l’exécution de son père, Auguste Vaillant, qui avait lancé une bombe dans l'hémicycle de l'Assemblée nationale.
Du fait de sa renommée, il fut, en 1894, une des « vedettes » du procès des Trente, un procès-spectacle de l'anarchisme qui tourna à la confusion du ministère public. Défendu par Georges Desplas, il fut acquitté.
En 1895, il cofonda l'hebdomadaire Le Libertaire, avec le marrainage de Louise Michel. Il devait le diriger jusqu'en 1900.

### Figure de l'extrême gauche dreyfusarde

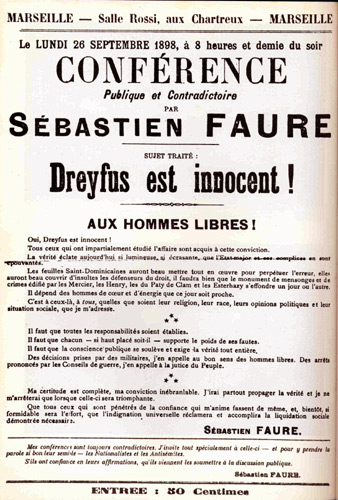
« Dreyfus est innocent », affiche pour une conférence animée par Sébastien Faure (1898).

Début 1898, poussé par Bernard Lazare, Sébastien Faure et l'équipe du Libertaire furent les premiers, dans le mouvement anarchiste, à s'engager dans l'Affaire Dreyfus, en livrant bataille contre l’Église, l'institution judiciaire, l'armée et le mouvement antisémite.
En 1911, Émile Cahen rapporte ce propos de Faure « Le racisme, voilà l’ennemi.»
En 1898-1899, Faure s'imposa comme le chef de file des anarchistes dans le combat dreyfusard, et plus largement comme un des animateurs de l'extrême gauche dreyfusarde. En octobre 1898, il cosigna l'appel de la Coalition révolutionnaire rassemblant des figures de l'anarchisme et de l'allemanisme.
De février à décembre 1899, Sébastien Faure dirigea Le Journal du peuple, un quotidien financé essentiellement, via Bernard Lazare, par le Comité de défense contre l'antisémitisme, et qui se positionna comme l'organe de l'extrême gauche dreyfusarde.
Cependant, une partie du mouvement anarchiste accusa Sébastien Faure de faire dévier le combat dreyfusard de sa ligne révolutionnaire, pour le compromettre dans une sorte de front de défense de la république. Cela provoqua une scission au sein du Journal du peuple et, en 1900, Sébastien Faure sortit de l'affaire Dreyfus durablement marginalisé au sein du mouvement anarchiste. Pendant une douzaine d'années, il s'en tint à l'écart et se concentra sur un projet personnel : la fondation d'une école libertaire.

### Directeur de l'école libertaire La Ruche
En 1903, sous l’influence d’Eugène Humbert, Sébastien Faure épousa les conceptions néomalthusiennes auxquelles il avait été hostile jusque-là.

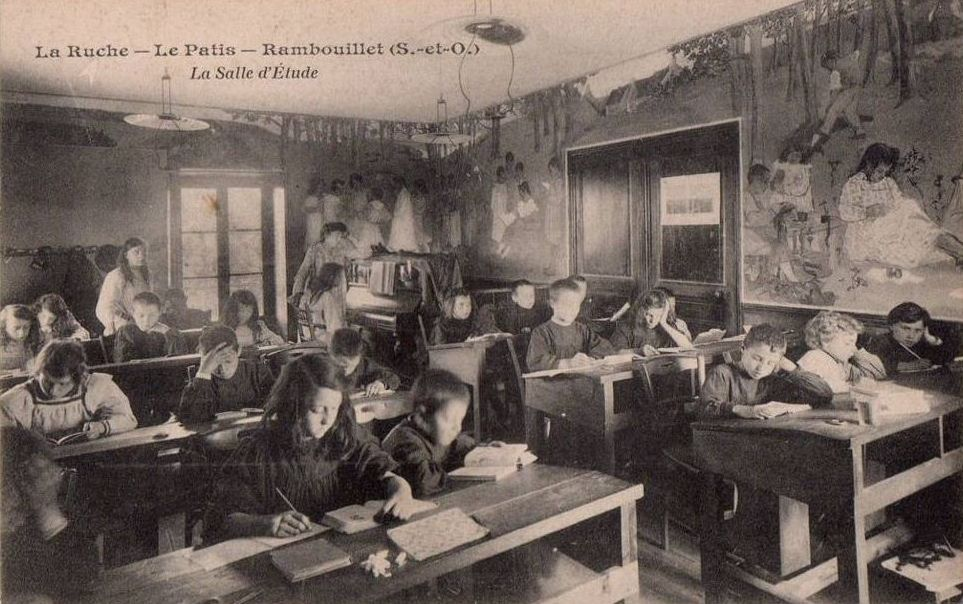
La salle d'études à La Ruche.

En 1905, il ouvrit au Pâtis, près de Rambouillet une ferme-école libertaire, La Ruche. Jusqu'en 1917, elle accueillit 20 à 30 enfants « orphelins, abandonnés, appartenant à des familles nécessiteuses ».
Après des débuts difficiles, elle devint, au fil des ans, une petite institution au sein du mouvement ouvrier français. La presse syndicaliste, anarchiste et socialiste en faisait régulièrement la promotion et, chaque année, une fête de la Ruche attirait depuis Paris plusieurs centaines de personnes.
Critique de la méthode traditionnelle de la pédagogie, qu'il disait inductive, consistant à expliquer les concepts aux élèves qui devaient les assimiler, il prônait une pédagogie déductive laissant l'étudiant faire le gros du travail par lui-même : « Qui cherche, fait l'effort ».
Il est plausible que la Ruche fut également un lieu de prédation sexuelle, selon le témoignage en 1918 d'une ancienne pensionnaire, Marguerite Trébuquet.

### Militant de l'opposition pacifiste en 1914-1918
En 1914, la déclaration de guerre divisa profondément le mouvement anarchiste français. Tandis que plusieurs grandes figures comme Pierre Kropotkine et Jean Grave se ralliaient à L’Union sacrée, la mouvance de la Fédération communiste anarchiste restait fidèle au mots d'ordre antimilitaristes et internationalistes.

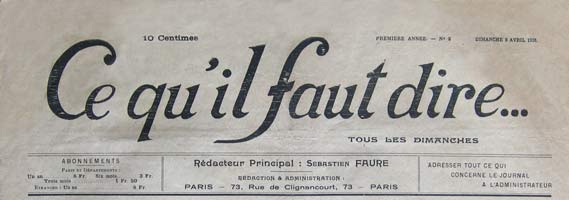
La manchette de Ce qu'il faut dire du 2 avril 1916.

En France, Sébastien Faure donna le coup d'envoi de la propagande pacifiste publique en éditant, en janvier 1915, un tract-manifeste intitulé Vers la paix qui appelait à une « paix blanche » immédiate. Cela lui valut une convocation au ministère de l’Intérieur. Le ministre Louis-Jean Malvy menaça de répression les soldats qui seraient trouvés en possession de son tract, et Sébastien Faure préféra suspendre son action.
Il reprit la propagande ouverte en avril 1916, en cosignant l'appel La Paix par les peuples et en lançant l'hebdomadaire pacifiste Ce qu'il faut dire. Celui-ci connut un grand succès puisqu'en 1917 il tirait à près de 20 000 exemplaires, comptait 2.000 abonnés et voyait se constituer à Paris, en banlieue et en province des groupes d’Amis de CQFD.
En février 1917, La Ruche ferma définitivement ses portes, faute d'argent.
À Paris 20e, Sébastien Faure ouvrit une imprimerie, La Fraternelle, au 55 rue Pixérécourt, où furent imprimés CQFD, des brochures de propagande, et bien d'autres publications contestataires.

### Condamnations pour pédocriminalité
Le 23 septembre, aux puces de Clignancourt, plusieurs témoins scandalisés le virent pratiquer des attouchements sexuels sur des fillettes. Il fut pour cela condamné à deux ans de prison le 5 décembre 1917, peine ramenée à six mois en appel, le 28 janvier 1918.
Sorti de prison fin mai 1918, il édita une brochure de protestation le disant victime d'une manipulation policière. Cependant, tenu en suspicion dans le mouvement libertaire, il se retira à Vichy pendant plusieurs mois.
Il fit son retour sur la scène politique parisienne en décembre 1919 et, durant toute l'année 1920, redevint le grand orateur révolutionnaire du moment, battant des records d’affluence à ses conférences, avec des milliers d’auditeurs et d’auditrices.
Le 15 mars 1921, il fut de nouveau arrêté pour attouchements sexuels sur mineures ce qui lui valut, le 15 juin, huit mois de prison et 500 francs d’amende. À sa sortie de prison, il publia, dans Le Libertaire, une lettre où il se disait victime d’un « traquenard », et minimisait les faits. Atteint au moral, il songeait cependant à se retirer de la vie politique. Mais finalement le mouvement libertaire fit le choix, une fois encore, de croire au coup monté, et Faure continua à y jouer un rôle.
En 2018, l'ouverture des archives concernant l'affaire de 1918 leva tout doute sur la question, et révéla que d'autres affaires d'abus sexuels sur mineures avaient été signalées en 1903, 1907 et 1916, sans suites judiciaires. L'ensemble des documents ont été mis en ligne sur le site Archives anarchistes.

### La Synthèse anarchisteetL’Encyclopédie anarchiste
En janvier 1922, Sébastien Faure publia le premier numéro de La Revue anarchiste, qu'il animera jusqu'en 1925.

En 1928, il publia une brochure de 16 pages, La Synthèse anarchiste, qui théorisait l'existence de trois tendances au sein de l'anarchisme : individualiste, le communiste et syndicaliste. Sébastien Faure prônait la cohabitation de ces trois tendances dans une organisation libertaire unique, qui serait comme leur « maison commune ». Cette conception, dite synthésiste, devait être adoptée notamment par l'Association des fédéralistes anarchistes (AFA, 1927-1934) à laquelle Faure adhérait, puis par la Fédération anarchiste après la Seconde Guerre mondiale.
De 1925 à 1934, il dirigea l'édition de l’Encyclopédie anarchiste, projet ambitieux qui réunit plusieurs centaines de collaborateurs, parmi lesquels se trouvaient, outre Sébastien Faure lui-même, Luigi Bertoni, Pierre Besnard, Émile Armand, Han Ryner, Augustin Souchy, Max Nettlau, Voline, Aristide Lapeyre, etc. Seule la première partie, en quatre volumes totalisant 2893 pages fut publiée.
En 1934, l'AFA réintégra l'Union anarchiste, et Sébastien Faure redevint un adhérent en vue de l'organisation. C'est dans ce cadre qu'il participa aux campagnes de soutien aux anarcho-syndicalistes de la CNT-FAI pendant la Révolution espagnole de 1936-1937. Bien qu’âgé de 78 ans, il passa deux semaines en catalogne dans la première moitié d’octobre 1936, visita la colonne Durruti, parla à Radio Barcelona et participa à des réunions pour préparer une éventuelle Conférence anarchiste internationale.
En septembre 1936, en son honneur, quelques dizaines de combattants français et italiens au sein de la colonne Durruti s'autoproclamèrent « centurie Sébastien-Faure ». Elle conserva ce nom jusqu'à la militarisation de 1937 et fut alors renommée 3e bataillon de la 121e brigade, 26e division.

### Derniers combats et décès
D'un âge avancé, il tiens sa dernière conférence en 1939 sur la guerre d'Espagne. Dans le contexte des accords de Munich, il adopte la position munichoise et pacifiste intégrale, il refuse de prendre parti entre les puissances fascistes et les « pseudo-démocratie ».  Pendant la Seconde Guerre mondiale, il séjourna à Royan avec son ex-épouse, retrouvée après quarante ans de séparation. Il y mourut d’une congestion cérébrale le 14 juillet 1942. Dans les jours qui suivent sa mort, la presse collaborationniste de gauche (Au Travail, L'Œuvre, L'Atelier) lui rendra hommage pour ses convictions pacifistes, notamment l'ex-socialiste Alexandre Zévaès qui écrira :  « Pacifiste résolu, Sébastien Faure, lors de la guerre de 1914, se prononça avec force contre sa déclaration - ce qui lui valu d'être inquiété sous le ministère Clémenceau. Il eut, en septembre 1939, la même attitude ». L'historien Simon Epstein notera dans son livre Les Dreyfusards sous l'Occupation à propos de ces articles : « La presse collaboratrice de gauche lui rend un vibrant hommage quand il meurt, en 1942, ce qui indique assez nettement à qui étaient allées ses préférences dans les deux premières années de la Collaboration ».

### Franc-maçonnerie
Sébastien Faure fut initié le 28 juin 1884 à la loge Vérité du Grand Orient de France, à Bordeaux, il passa compagnon et maître le même jour, le 31 octobre 1884. Le 3 novembre 1905, il s'affilia à la loge Le Progrès, à Paris. Il démissionna de la franc-maçonnerie le 20 décembre 1917 après trente-trois ans d'appartenance, déçu par son courant nationaliste majoritaire lors de la Première Guerre mondiale.

## Œuvres
De 1925 et 1934, il dirigea l'édition de l'Encyclopédie anarchiste.
Reconnu pour sa pédagogie et ses qualités d'orateur, Faure est aussi l'auteur de nombreux livres et textes dont :
- Le Procès des Trente / Notes pour servir à l'histoire de ce temps : 1892-1894.
- La Douleur universelle, 1895.
- Mon communisme, 1921.
- L'Imposture religieuse, 1923.
- Propos subversifs.
- La Synthèse anarchiste, 1928, texte intégral.
- Douze preuves de l'inexistence de dieu, 1914, réédité par les Éditions Alternative libertaire, texte intégral.

## Dans la fiction
Dans la série française Paris Police 1900, Sébastien Faure est interprété par Yannik Landrein.

### Radio
- Jean Lebrun, Gaetano Manfredonia, Les anarchistes et l'écologie, La marche de l'histoire, France Inter, 16 février 2015, écouter en ligne.